# Maxime Berezovsky
Pour les articles homonymes, voir Berezovsky.
Ne doit pas être confondu avec Maksymilian Berezowski.
Maxime Sozontovitch Berezovsky (27 octobre 1745 à Gloukhov, alors dans l'Empire russe - 2 avril 1777 à Saint-Pétersbourg, alors dans l'Empire russe), est un compositeur, chef d'orchestre, chanteur d'opéra et violoniste de nationalité russe, aussi considéré parfois comme ukrainien. Berezovsky est le premier compositeur ukrainien à être reconnu en Europe et le premier à composer un opéra, une symphonie et une sonate pour violon. Son œuvre la plus connue est la chorale sacrée écrite pour l'Église orthodoxe. La plupart de ses œuvres ont été perdues, seulement 3 sur 18 chants connus ont été retrouvés. Dmitri Bortnianski était tenu pour être le premier compositeur de symphonie d'Ukraine jusqu'à la découverte en 2002 de la symphonie de Berezovsky, composée entre 1770 et 1772, par Steven Fox dans les archives du Vatican.

## Nationalité
Maxime Berezovsky est né sous l'Empire russe, ce qui lui confère de droit la nationalité russe,,,,,. Néanmoins Hloukhiv (sa ville natale) est désormais ukrainienne, il est donc parfois considéré comme ukrainien,,,,,,,,,,.

## Début de sa vie
Peu de choses sont connues sur la biographie de Berezovsky. Son histoire a été reconstituée dans une courte nouvelle écrite en 1840 par Nestor Koukolnik et jouée par Peter Smirnov, mise en scène au Théâtre Alexandra à Saint-Pétersbourg. De nombreux détails de cette œuvre de fiction, acceptés initialement comme vrais, se sont depuis révélés inexacts. Certains pensent que Berezovsky est né le 27 octobre 1745 à Gloukhov, et a étudié à l'Université nationale de Kiev-Mohyla-Académie. Cependant, aucune preuve tangible ne confirme cette information : son nom ne figure pas dans les annales de l'Académie. Gloukhov était la seule autre école de musique pour chanteurs du Chœur de la Cour Impériale, il est probable qu'il y a passé quelques années lors de son enfance. De nos jours, il y a un monument à Maxime Berezovsky à Gloukhov, où l'on pense qu'il est né.

## Éducation
Le 29 juin 1758, il accepta de participer en tant que chanteur à la chapelle Prince Peter Fedorovych à Oranienbaum (actuellement Lomonossov), près de Saint-Pétersbourg. Berezovsky participa à des représentations d'opéras italiens, son nom figure dans les livrets des opéras Alessandro nell'Indie de Francesco Araja et la Semiramide riconosciuta de Vincenzo Manfredini représentés à Oranienbaum en 1759 et 1760.
En 1762, il devient chanteur de la chapelle italienne du palais impérial de Saint-Pétersbourg, chœur de la chapelle du palais. Il y étudie avec la chanteuse N. Garani et le directeur de la capella F. Zoppis, et probablement avec les compositeurs Vincenzo Manfredini et Baldassare Galuppi. Il continue en tant que musicien et compositeur pendant la plus grande partie des années 1760.
En 1763, Berezovsky épouse Franzina Uberscher (connue également sous le nom de Francisca Iberchere), diplômée de l'école de théâtre d'Oranienbaum. On ne connaît pas grand-chose à propos de leur vie. Quand il meurt en 1777, les funérailles officielles du compositeur sont confiées au chanteur J. Timchenko. Cela implique que Berezovsky était soit séparé de sa femme soit veuf durant ses derniers jours, puisqu'une indemnité aurait été normalement donnée à l'épouse du défunt.
Berezovsky fut envoyé en Italie au printemps 1769 pour suivre l'enseignement d'un professeur renommé, le père Giovanni Battista Martini à l'Académie philharmonique de Bologne, où il fut diplômé avec distinctions. Avec son ami diplômé Josef Mysliveček, Berezovsky écrivit pour un examen de composition d'une œuvre polyphonique sur un thème donné. Il s'agissait d'une épreuve similaire à celle donnée à Wolfgang Amadeus Mozart quelques mois auparavant. La pièce de Berezovsky à quatre voix est toujours conservée dans les archives de l'Académie. Le 15 mai 1771, il devint membre de l'Academia filarmonica.

## Les dernières années
Son opéra Demofonte sur un livret italien de Pietro Metastasio fut créé en février 1773 à Livourne, en Italie.

## Source
- (en) Cet article est partiellement ou en totalité issu de l’article de Wikipédia en anglais intitulé « Maksym Berezovsky » (voir la liste des auteurs).